# Richard Eybner

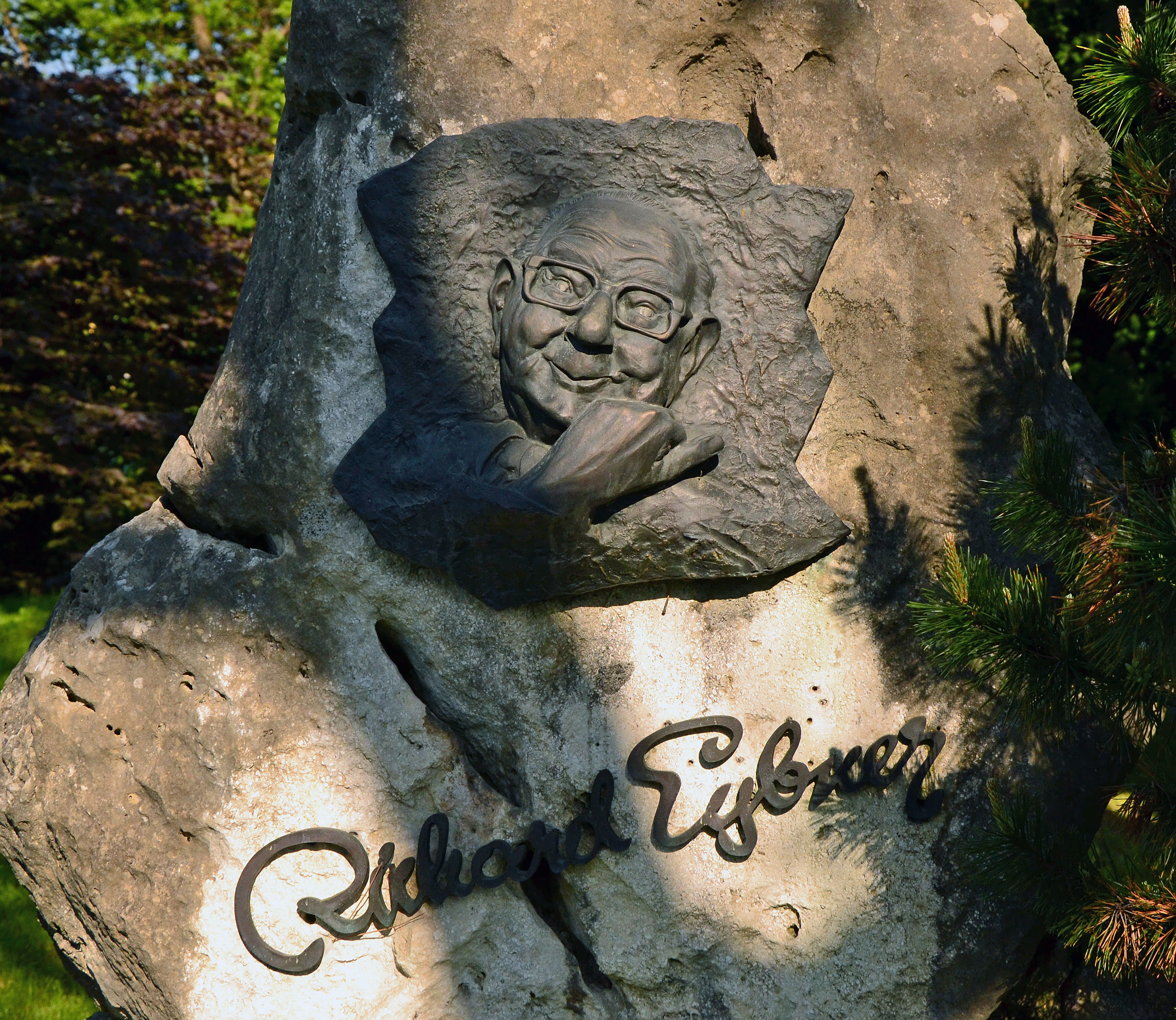
Richard-Eybner-Denkmal

Richard Eybner (Sankt Pölten, 17 de março de 1896 – Viena, 20 de junho de 1986) foi um ator de cinema austríaco.

## Filmografia selecionada
- 1931: Die große Liebe
- 1933: Wenn du jung bist, gehört dir die Welt
- 1934: Frühjahrsparade
- 1934: Kleine Mutti
- 1960: Gustav Adolfs Page
- 1962: Forever My Love
- 1963: Kaiser Joseph und die Bahnwärterstochter
- 1963: Liliom
- 1965: An der Donau, wenn der Wein blüht